# Ахмадзай, Ахмад Шах
Ахмад Шах Ахмадзай (пушту احمد شاه احمدزی‎; 30 марта 1944, Маланг, Афганистан — 17 октября 2021) — афганский государственный и политический деятель, исполняющий обязанности премьер-министра Афганистана (1995—1996).

## Биография
Ахмад Шах Ахмадзай родился в Маланге, деревне в районе Хаки Джаббар провинции Кабул. Изучал инженерное дело в Кабульском университете, затем работал в министерстве сельского хозяйства. В 1972 году получил стипендию на обучение в США, в Университете штата Колорадо. Получил степень магистра в 1975 году и стал профессором Университета короля Фейсала в Саудовской Аравии.
После коммунистического переворота в 1978 году Ахмадзай вернулся в Афганистан, чтобы присоединиться к моджахедам. Он был близким соратником Бурхануддина Раббани, будучи заместителем в его партии «Исламское общество Афганистана», но затем ушёл и присоединился к партии «Исламская организация Дават» Абдула Расула Сайяфа в Афганистане в 1992 году, когда закончилось коммунистическое правление. Он служил министром в посткоммунистическом афганском правительстве, министром внутренних дел, строительства и образования, а затем стал исполняющим обязанности премьер-министра в период с 1995 по 1996 год.
Ахмадзай покинул Афганистан в 1996 году после того, как правительство бежало от наступления талибов. Он жил в изгнании в Стамбуле и Лондоне, прежде чем вернуться в Афганистан в 2001 году после падения талибов. Ахмад Шах был независимым кандидатом на президентских выборах в Афганистане в 2004 году, поддерживая исламскую систему правления набрал 0,8 % от общего числа подсчитанных голосов.